# سعید بن عمر حرشی
سعید بن عمر حرشی اهل شام و نسبتش به حریش بن کعب بن ربیعه میرسد. وی یکی از امرای بزرگ اموی و از فاتحان نظامی آنان به شمار میآید. سعید در سال ۱۰۳ هجری توسط یزید بن عبدالملک به امارت بصره منصوب گردید.
پس از آن وقتی عمرو بن هبیره والی عراق شد، به دستور یزید بن عبدالملک وی را به جای سعید بن خذینه به امارت خراسان منصوب نمود.

## امارت بر خراسان
سعید وقتی با امر امارت به خراسان رسید که مسلمانان سرگرم جهاد با کفار آن سوی مرزهای شرقی سرزمین اسلامی بودند. آنان هر چند در ابتدا با آمدن سعید در کار خود مردد ماندند؛ اما با تشویقهای سعید بن عمرو به کار جهاد پرداختند. اندکی قبل از آن و در ایام زمامداری خذینه تعدادی از بزرگان سغد از آن جهت که ترکان را در مقابل مسلمانان یاری داده بودند، از آمدن سعید به خراسان بر خود بیمناک شدند. هر چند پادشاه آنان به این بزرگان پیشنهاد داده بودند که برای جلوگیری از جنگ و خونریزی در منطقه خراجهای گذشته را نزد سعید برده و خراجهای آینده را نیز بر عهده گیرند و در فتوحات به وی یاری رسانند و حتی برای تضمین و جلوگیری حمله سعید گروگانهایی را نیز نزد فرمانده جدید بگذارند، اما آنان از بیم جانشان به سوی خجند فرار کرده و به امیر فرغانه پناهنده شدند. سعید نیز به آنان حمله کرده و تعداد زیادی از آنان را به قتل رساند. وی اموال و اسرای زیادی در این حمله به غنیمت گرفت و در نهایت با آنان صلح نمود.
سعید پس از تصرف سغد به کش حمله برد؛ ولی با مردم آن در مقابل ده هزار برده صلح نمود و نصر بن سیار را به گرفتن اسیران مأمور نمود، سپس سلیمان بن ابی السری را بر کش و نسف فرمانروایی داد.
سعید پس از موفقیت در کار فتوحات، خبر این پیروزیها را طی گزارش‌هایی به اطلاع یزید بن عبدالملک رساند. درحالی که برای ابن هبیره گزارشی نفرستاده و وی را در جریان فتوحات و پیروزیهای خود قرار نداده بود. این کار سعید برای فرمانده عراقین گران آمده و سبب شد تا ابن هبیره کینه وی را به دل گیرد، به همین جهت وی را از حکومت خراسان معزول نمود و در مقابل این قدر نشناسی زیردستش علاوه بر این که اموال زیادی از او گرفت، ابتدا امر به قتل او نمود؛ اما در هر صورت از او گذشت نمود؛ ولی به شدت مورد شکنجه و آزار و اذیت قرار داده به حدی که به وی صد ضربه تازیانه زده و سپس زندانی نمود.
پس از آن ابن هبیره مسلم بن سعید بن اسلم بن زرعه کلابی را به جای وی به امارت خراسان منصوب نمود. اما پس از مدتی باز هم یزید بن عبدالملک، سعید بن عمرو حرشی را به امارت خراسان باز پس فرستاد.
پس از مدتی که ابن هبیره از حکومت عراق عزل شد، خالد بن عبدالله قسری به جای وی منصوب گردید. ابن هبیره از عراق متواری گردید. خالد، سعید بن عمرو را مأمور دستگیری وی نمود. سعید نیز ابن هبیره را زمانی که در حال خروج از عراق بود، دستگیر و زندانی نمود.

## امارت بر آذربایجان
در سال ۱۱۰ هجری وقتی سپاهیان اسلام به رهبری جراح در جنگ آذربایجان و ارمنستان شکست خوردند و جراح کشته شد، این بار هشام، سعید بن عمرو را به امارت آذربایجان منصوب و مأمور فتح آذربایجان و نبرد با خزریان نمود. سعید در این فتوحات موفقیتهای بزرگی به دست آورد و غنایم بسیاری از این ناحیه به دست مسلمانان افتاد.
پس از پیروزیها و فتوحات سعید و برقراری آرامش نسبی در ناحیه آذربایجان، هشام بن عبدالملک در سال ۱۱۳(ه. ق) سعید را از حکومت آنجا برداشته و به نزد خود فرا خواند و به جای وی برادرش مسلمه را به امارت آنجا برگزید. وی از سعید خواست تا امور آنجا را به مسلمه واگذارد. مسلمه پس از رسیدن به آذربایجان به خاطر حسادت به پیروزیهای سعید بر وی خشم گرفت و ضمن بدرفتاری و اهانت به وی، او را زندانی نمود.
اما هشام پس از وصول این خبر، مسلمه را به خاطر سوء رفتارش با سعید مورد بازخواست و توبیخ قرار داده و دستور آزادی سعید را صادر نمود. مسلمه نیز سعید را آزاد و مورد احترام و اکرام قرار داد و اقطاعات و صلههای فراوانی به وی عطا نمود.

## سرانجام
سعید پس از آن با معزول شدن مروان بن محمد از حکومت شام توسط هشام به جای وی به امارت آنجا گماشته و مأمور گسترش فتوحات در این ناحیه گردید. وی نیز پس از وصول به شام رفت و بیشتر وقتش را صرف فتوحات دراین ناحیه نمود تا این که بینایی خود را از دست داد. به همین سبب باز هم از حکومت آنجا برداشته شد و دوباره مروان بن محمد جای وی را گرفت.
سعید بن عمرو یکی از عوامل اصلی سرکوب فتنه خوارج در زمان بنی امیه بود، چنان‌که وقتی فتنه شؤذب خارجی اوج گرفت، مسلمه بن عبدالملک وی را مأمور سرکوبی او کرد، سعید نیز موفق به قتل شؤذب و پراکندن خوارج شد.